# Gleichen, Niedersachsen
Gleichen är en kommun i Landkreis Göttingen i förbundslandet Niedersachsen i Tyskland.
Kommunen bildades 1 januari 1973 genom en sammanslagning av de tidigare kommunerna Beienrode, Benniehausen, Bischhausen, Bremke, Diemarden, Etzenborn, Gelliehausen, Groß Lengden, Ischenrode, Kerstlingerode, Klein Lengden, Reinhausen, Rittmarshausen, Sattenhausen, Weißenborn och Wöllmarshausen.